# Pio Angeletti
Pio Angeletti (Roma, 4 maggio 1929 – Orte, 21 gennaio 2020) è stato un produttore cinematografico italiano.

## Biografia
Iniziò la sua carriera cinematografica sul set di Roma città aperta di Roberto Rossellini, come ragazzo tuttofare; la collaborazione con il regista continuò anche con Viaggio in Italia ed Europa '51, film nel quale fece anche un cammeo nel ruolo di un magistrato.
In seguito produsse Celluloide di Carlo Lizzani, pellicola che ripercorre le fasi di produzione di Roma città aperta. Sono gli anni in cui diventa ispettore di produzione nella società Ponti-De Laurentiis, dove ebbe il compito di seguire film di notevole budget, come Ulisse (1954) di Mario Camerini.
Dopo molti anni trascorsi alla Fair Film di Mario Cecchi Gori come direttore di produzione, decide di separarsi e di fondare, insieme ad Adriano De Micheli, la Dean Film nel 1967.
Qui approdarono come collaboratori gli amici di una vita: Dino Risi, Ettore Scola, Age e Scarpelli, Bernardino Zapponi, Ruggero Maccari e successivamente Mario Monicelli e Luigi Comencini. Con la Dean Film produsse molti successi, tra i quali: Il fascino discreto della borghesia, C'eravamo tanto amati, Dramma della gelosia (tutti i particolari in cronaca) e Profumo di donna. 
Pio Angeletti morì a Orte il 21 gennaio 2020; il giorno dopo nella chiesa di Santa Maria delle Grazie, a Orte, si svolsero i funerali.

## Filmografia
- I mostri, regia di Dino Risi (1963)
- L'arcidiavolo, regia di Ettore Scola (1966)
- Il profeta, regia di Dino Risi (1968)
- A qualsiasi prezzo, regia di Emilio Miraglia (1968)
- Vedo nudo, regia di Dino Risi (1969)
- Il commissario Pepe, regia di Ettore Scola (1969)
- Il giovane normale, regia di Dino Risi (1969)
- Dramma della gelosia (tutti i particolari in cronaca), regia di Ettore Scola (1970)
- La moglie del prete, regia di Dino Risi (1970)
- La supertestimone, regia di Franco Giraldi (1971)
- Permette? Rocco Papaleo, regia di Ettore Scola (1971)
- Gli ordini sono ordini, regia di Franco Giraldi (1972)
- Vogliamo i colonnelli, regia di Mario Monicelli (1973)
- Sono stato io!, regia di Alberto Lattuada (1973)
- Sessomatto, regia di Dino Risi (1973)
- Mio Dio, come sono caduta in basso!, regia di Luigi Comencini (1974)
- Profumo di donna, regia di Dino Risi (1974)
- C'eravamo tanto amati, regia di Ettore Scola (1974)
- Telefoni bianchi, regia di Dino Risi (1976)
- Anima persa, regia di Dino Risi (1977)
- I nuovi mostri, regia di Mario Monicelli, Dino Risi ed Ettore Scola (1977)
- Primo amore, regia di Dino Risi (1978)
- Caro papà, regia di Dino Risi (1979)
- La terrazza, regia di Ettore Scola (1980)
- Sono fotogenico, regia di Dino Risi (1980)
- Fantasma d'amore, regia di Dino Risi (1981)
- Sballato, gasato, completamente fuso, regia di Steno (1982)
- Sesso e volentieri, regia di Dino Risi (1982)
- Vado a vivere da solo, regia di Marco Risi (1982)
- Sapore di mare, regia di Carlo Vanzina (1983)
- Al bar dello sport, regia di Francesco Massaro (1983)
- Sapore di mare 2 - Un anno dopo, regia di Bruno Cortini (1983)
- Giochi d'estate, regia di Bruno Cortini (1984)
- Domani mi sposo, regia di Francesco Massaro (1984)
- Cuori nella tormenta, regia di Enrico Oldoini (1984)
- Scemo di guerra, regia di Dino Risi (1985)
- Il commissario Lo Gatto, regia di Dino Risi (1986)
- Teresa, regia di Dino Risi (1987)
- Bellifreschi, regia di Enrico Oldoini (1987)
- Animali metropolitani, regia di Steno (1987)
- Una botta di vita, regia di Enrico Oldoini (1988)
- Tolgo il disturbo, regia di Dino Risi (1990)
- Il principe del deserto – miniserie TV, 3 episodi (1991)
- Beyond Justice, regia di Duccio Tessari (1991)
- Celluloide, regia di Carlo Lizzani (1996)
- Altri uomini, regia di Claudio Bonivento (1997)
- Lovest, regia di Giulio Base (1997)
- Milonga, regia di Emidio Greco (1999)
- Il destino ha quattro zampe – film TV (2002)